# Station Heimdal
Station Heimdal is een station in  Heimdal een dorp in de gemeente Trondheim  in  Noorwegen. Het station ligt aan Dovrebanen, aan Rørosbanen en is het vertrekpunt voor de treinen naar Östersund in Zweden.